# Crassula mataikona
Crassula mataikona (лат.) — вид растений рода Толстянка (Crassula) семейства Толстянковые (Crassulaceae), эндемично произрастающий на территории Новой Зеландии.

## Название
Родовое латинское название Crassula происходит от латинского слова crassus, — «толстый», в основном из-за присутствия у растений этого рода сочных листьев.
Видовой латинский эпитет mataikona происходит от местности Mataikona на восточном побережье Северного острова Новой Зеландии, где это растение распространено.

## Ботаническое описание
Недолгоживущий суккулент, имеющий внешний вид похожий на мох, формирующий рассеянные комки. Его мясистые висячие стебли бывают белыми или белыми с оттенком розового цвета, они свободно укореняются в узлах. Листья имеют оттенки от бледно-зеленого до розового, особенно у растений подвергающихся стрессу. У основания они сросшиеся, размером 1,3-3×1-1,5 мм, толщиной 0,8 мм, овально-эллиптической формы, сверху уплощенные, снизу выпуклые, с закругленной или подострой вершиной.
Цветки появляются одиночно в пазухах листьев, они мелкие, диаметром 1,2-1,8 мм, с 4 лепестками. Лепестки зеленоватые с розовыми кончиками, часто закрытыми выступающими чашечками. Зрелые плоды крайне мелкие, а семена черные и имеют длину 0,4 мм. Цветение наблюдается в течение всего года. Плодоносящие растения можно встретить круглый год.

## Распространение и экология
Вид является эндемиком Новой Зеландии. На Северном острове встречается на берегах Авакино и Южного Таранаки, на восточном побережье Вайрарапы, в хребте Аоранги, а также на берегах мыса Паллисер и Веллингтона. На Южном острове его можно найти в проливах Мальборо, на частях восточного побережья до Данидина, а также на нескольких участках в центральной части Отаго. Встречается также в Крайстчерче и Данидине.
Места обитания, которые занимает Crassula mataikona, часто заселены интродуцированными сорняками. Из-за своих небольших размеров этот вид легко пропускают незамеченным, что делает его редко собираемым. Его также легко перепутать с сеянцами Crassula sieberiana или Crassula colligata, двумя видами, с которыми он часто встречается, или даже с гораздо меньшим по размеру Crassula manaia. Из-за возможности такой ошибочной идентификации некоторые популяции Crassula mataikona оставались нераспознанными до недавнего времени. Эти случайные открытия указывают на то, что Crassula mataikona может быть более распространен, чем предполагалось ранее.

## Таксономия
Crassula mataikona A.P.Druce, первое упоминание в New Zealand J. Bot. 25: 128 (1987).

### Синонимы
Гомотипные (основанные на одном и том же номенклатурном типе):
- Crassula debilis (Colenso ex Hook.f.) A.P.Druce & Given, nom. illeg.
- Tillaea debilis Colenso ex Hook.f.

## Выращивание
Легко выращивается из небольших укорененных кусочков или семян. Хотя растения этого вида быстро растут, они подвержены конкуренции и могут быть уничтожены более агрессивными сорняками, такими как Cardamine spp. или Oxalis spp.